# Stolen (singel Jaya Seana)
Stolen – trzeci singel z debiutanckiej płyty Me Against Myself, nagranej przez Jaya Seana. Wydany został w październiku 2004 roku. W teledysku gościnnie można zobaczyć Bipasha Basu. W piosence słychać sample z "Chura Liya", która została wzięta z klasycznej piosenki Bollywoodu "Chura Liya Hai Tumne".

## Formaty i lista utworów
CD: 1
1. Stolen (Radio Edit)
2. Who Is Kamaljit

CD: 2
1. Stolen (Original Full Length Version)
2. Stolen (Syklone Remix)
3. Stolen (Rishi Rich Remix)
4. Stolen (Video)

## Notowanie
| Kraj            | Najwyższa pozycja |
| --------------- | ----------------- |
| Wielka Brytania | 4                 |
| Rosja Airplay   | 132               |
| Europa          | 27                |